# Aaipop
Aaipop is een eendaags Friestalig muziekfestival dat sinds 1987 jaarlijks op tweede paasdag wordt gehouden op een terrein in Nijland, een dorp tussen Sneek en Bolsward. Aaipop trekt jaarlijks ongeveer 2500 bezoekers. Op Aaipop spelen alleen bands in het Fries en in aan het Fries verwante streektalen zoals het Stadsfries en het Bildts. Het festival noemt zich het grootste Friestalige festival ter wereld.

## Geschiedenis
Aaipop werd in 1987 voor het eerst georganiseerd door kroegbaas Remmelt Boonstra, samen met een aantal vaste bezoekers van zijn muziekcafé. De eerste editie trok zo'n 300 bezoekers. Sindsdien groeide Aaipop en werd het jaarlijks georganiseerd, behalve in 2001. Toen ging het festival niet door in verband met de MKZ-crisis. Het aantal bands per editie groeide van 8 in 1987 tot 25 in 2012. Artiesten die op Aaipop optraden zijn onder meer:
Jaren 1980
- Reboelje (1987, 1988)
- Piter Wilkens (1987, 1989)
- Doede Veeman (1987, 1989)
- Doede Bleeker (1988)
- Strawelte (1988)
- Bricquebec (1988)

Jaren 1990
- Reboelje (1990, 1992, 1994, 1996, 1999)
- Doede Bleeker (1990, 1991, 1996)
- Strawelte (1990)
- Klinkhamer (1991, 1995)
- Doede Veeman (1991, 1995, 1997)
- Bricquebec (1991, 1993, 1995, 1996, 1998)
- Jitiizer (1993, 1999)
- Opsternaad (1993)
- Bombarje (1993, 1994)
- Jaap Louwes (1994, 1996)
- Sebeare (1996, 1998)
- Piter Wilkens (1996, 1999)
- Meindert Talma met band (1998)
- Pigmeat (1999)

Jaren 2000
- Sebeare (2000, 2003, 2005, 2007, 2009)
- Bricquebec (2000, 2003, 2005, 2006)
- Doede Bleeker (2000)
- Bogerman Bigband (2000)
- Bombarje (2002, 2004)
- Jitiizer (2002, 2004, 2006, 2007, 2009)
- Pigmeat (2002, 2006, 2008)
- Reboelje (2002)
- Gurbe Douwstra (2002, 2009)
- Piter Wilkens (2002, 2008)
- De Kast (2004)
- Jaap Louwes (2004)
- Van Wieren (2007, 2008)
- Meindert Talma (2009)
- Gerrit Breteler (2009)
- Aart Lus & Ed Lip (2009)
- Syb van der Ploeg en band (2009)

2010
- Die Twa
- De Doelleazen
- Jarretank
- Jitiizer
- Van Wieren
- Piter Wilkens

2011
- Redbad
- De Hûnekop
- De Doelleazen
- Jarretank

2012
- De Hûnekop
- REKKER
- Die Twa met band
- Piter Wilkens met band
- Jaap Louwes met band
- Griet Wiersma met Anneke Douma
- It Doarp
- Doede Bleeker
- Sebeare
- Bombarje (reünie)

2013
- De Kast (slotact Kijlûd)
- REKKER (slotact Teneftertinte)
- De Doelleazen

2014
- Y Bandana
- Jitiizer
- De Hûnekop
- Jelle B , Sipke, Folkert Hans, de Dikke L Band
- De Útlopers
- Mink
- Die Twa
- Piter Wilkens
- Bruno
- Jan Nota en band
- Ljoubjr De Band
- NNB
- Sadelrûkers

2015
- Wiebe Kaspers
- Baba Live
- Doelleazen
- Voskovs Grodzemods
- Jacob Laverman
- Marcel Smit en de Hiele hannel
- It Dockumer Lokaeltsje
- Gurbe Douwstra en freonen
- Healers
- Trijexnix
- Swnami
- dEROELS
- Rauzer
- Johannes Rypma en Griene dei

## Podia
Sinds 2012 heeft Aaipop vijf podia:
- Teneftertinte (tent) - algemeen podium
- Lûdskuorre (tent) - voornamelijk rock
- Hark- en hûverseal (sporthal) - algemeen podium
- Kijlûd (buitenpodium) - rock, metal en house
- Aaiskuorre (jeugdsoos) - singer-songwriter en luistermuziek

## Aaipop der op út
Aaipop organiseert sinds 2008 ieder jaar een bandwedstrijd in de provincie, 'Aaipop der op út' geheten. De winnaar van de bandwedstrijd mag het festival openen. In 2011 won Redbad, in 2012 REKKER. De wedstrijd vindt ieder jaar plaats op een ander poppodium. Tot nu waren dat onder anderen poppodium Het Bolwerk in Sneek, Romein in Leeuwarden, Iduna in Drachten en It Badhûs in Zwaagwesteinde.